# Winsumer- en Schaphalsterzijlvest

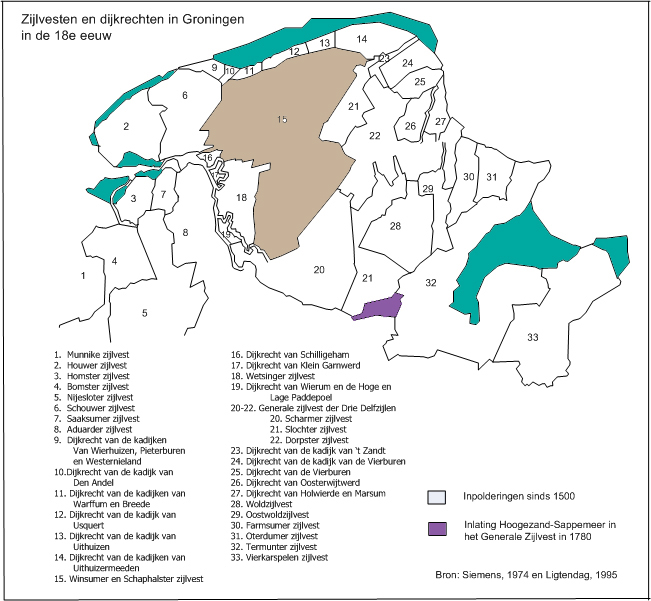
Winsumer en Schaphalster zijlvest

Wapen van het Winsumer en Schaphalsterzijlvest

Het Winsumer- en Schaphalsterzijlvest is een waterstaatsorganisatie die in de Nederlandse provincie Groningen actief was in de periode 1300 - 1856. Het Winsumerzijlvest werd omstreeks 1300 opgericht, maar had oudere voorlopers die hun water via Delthe en Warffumermaar,  Deelstermaar, Kardingermaar en Westerwijtwerdermaar bij Onderdendam in het Winsumerdiep loosden.
Het zijlvest was een van de drie Geprivilegeerde zijlvesten.

## Geschiedenis
Mogelijk bestond er al rond 1200 een zeesluis bij Onderdendam.
De stagnerende afwatering richting Waddenkust en Fivelboezem en de bodemdaling in de veengebieden rond Bedum en Ten Boer leidde al in de twaalfde en dertiende eeuw tot flinke belangentegenstellingen. De Groningse stadsarchivaris Jan van den Broek heeft onlangs aannemelijk gemaakt dat het Kardingermaar aanvankelijk werd gegraven om het veenwater uit het Vierendeel via het Dellekanaal naar zee af te voeren. Toen dit kanaal omstreeks de elfde eeuw verstopt raakte, zocht men naar alternatieven. Het Kardingermaar werd daarom via het Hooimaar verbonden met het Deelstermaar, dat in de richting Onderdendam en Winsum uitwaterde. Het Westerwijtwerdermaar kreeg daarentegen via het latere Damsterdiep een uitwatering in de Fivel bij Ten Post. Omdat de Fivelmonding vervolgens ook verstopt raakte, probeerde men het water van het Westerwijtwerdermaar eveneens naar het westen te laten afstromen. Dat alles leidde vermoedelijk opnieuw tot wateroverlast in het lager liggende gebied rond Bedum.
In de kroniek van Bloemhof wordt in 1231 een strijd tussen twee partijen uit Eenrum (Ernerenses) en Uithuizen (Uthusenses) beschreven als een conflict tussen Hunsingo en Fivelgo. Inzet was de verdeling van een ongenoemd eiland (vermoedelijk Rottumeroog), daarnaast streed men over afwateringsproblemen. In de kroniek wordt gesproken over de vetus fossatum, de "oude gracht der oeroude tweedracht" tussen Hunsingo en Fivelgo, die de Eenrummers opnieuw lieten uitgraven tot aan de zee. Daarbij zou het volgens sommige auteurs kunnen gaan om het Maarvliet, volgens anderen om de Delthe of de Oude Weer.
Uiteindelijk koos men rond 1250 voor een oplossing waarbij het Scharmerzijlvest met het oostelijke deel van Vierendeel zich bij het Slochterzijlvest aansloot, terwijl het westelijke deel werd toegelaten tot het latere Winsumerzijlvest. Keersluizen bij Onderdendam moesten voorkomen dat het water uit het Kardinger-, Westerwijtwerder- en Warffumermaar naar het Bedumer laagland wegstroomde. Wanneer de laag gelegen gebieden tussen de Oude Delthe en de hoger opgeslibde Fivelboezem zijn ingelaten bij het Winsumerzijlvest is niet bekend. Volgens Meindert Schroor gebeurde dat tussen 1350 en 1450, maar een eerdere datum ligt gezien het bovenstaande meer voor de hand. Ook Huizinge maakte mogelijk al eerder gebruik van de sluis bij Winsum.
In 1459 legde het zijlvest te Scapehals (Scap = schaap, hals = waterloop), ten westen van Winsum, een nieuwe sluis aan (de Schaphalsterzijl) om de afwatering op het Reitdiep te verbeteren. Sindsdien werd gesproken van heet Winsumer- en Schaphalsterzijlvest. Het was een van de grootste zijlvesten en het regelde de waterstaat in het grootste deel (21.000 ha) van Hunsingo.
De aanleg van een nieuwe sluis was noodzakelijk geworden, omdat de oude sluis de toegenomen waterstroom niet meer aankon. In 1457 werd een deel van het Oosterniezijlvest toegelaten tot het Winsumerzijlvest (de inlatingsakte dateert uit 1458). Door de opslibbing van de Fivelboezem de afwatering richting zee problematisch was geworden. Het Oosterniezijlvest werd daarom gesplitst. De latere schepperijen Uithuizen, Zandeweer en Overmaringe, die ten westen van de Maarvliet lagen, mochten hun overtollig water voortaan via de oude Winsumerzijl (Oldezijl) lozen. Feitelijk betekende dit dat de afwateringsrichting van de maren in dit deel van de provincie Groningen omgekeerd werd. Met dit doel werd de oude waterscheiding van Usquert naar Middelstum op verschillende plaatsen te doorgraven en werden verschillende kanalen met elkaar verbonden (Schroor, 2003). Om te voorkomen dat er in de Delthelaagte al te veel wateroverlast zou ontstaan, werden de kanalen voorzien van schotdeuren dan wel duikers of pompen. In het Meedstermaar bij Helwerd werd een schutsluis of verlaat aangelegd. De oude Winsumerzijl had evenwel onvoldoende capaciteit om een groter gebied te laten afwateren. Men bouwde daarom een nieuwe zeesluis: de Schaphalsterzijl.
In de eerste helft van de zeventiende eeuw werd de Aldingahuistereed (ten oosten van Usquert), die een eigen afwatering naar zee had, ingelaten bij (toegevoegd aan) het Winsumer- en Schaphalsterzijlvest.

## Organisatie
De hofmeester (prior) van de Rodeschool, een voorwerk van het Klooster van Aduard dat ten noorden van Winsum lag, speelde binnen het zijlvest een leidende rol.
In de veertiende eeuw fungeerde Winsum nog als hoofdplaats van het zijlvest, maar na 1464 werden de waardagen in Onderdendam gehouden. Na 1619 beschikte men daar over een eigen gebouw (nu als Waterschapshuis bekend).
Het voorzitterschap van het zijlvest was in handen van de hofmeester van de Rodeschool, een uithof van het Klooster Aduard. Om het jaar vond de aanzwering van de 76 of 77 zijlrechters plaats. De toegelaten zijlrechters kozen per schepperij een schepper (voorzitter).
In 1531 sloot het Winsumer- en Schaphalsterzijlvest een verdrag met het Aduarderzijlvest en het Generale Zijlvest der Drie Delfzijlen, op grond waarvan de ingelanden bij geschillen geen beroep meer konden aantekenen bij de onafhankelijke Hoofdmannenkamer (de voorloper van de latere Hoge Justitie Kamer). In plaats daarvan werd het beroep door een van de andere zijlvesten behandeld. De drie zijlvesten werden daarom wel Geprivilegeerde zijlvesten genoemd. Voor de ingelanden werkte dit vaak nadelig uit, omdat het bestuur van de zijlvesten na 1594 grotendeels in handen kwam van adel en grootgrondbezitters.
Na de Reductie van Groningen in 1594 kreeg de provincie grote invloed in de waterstaatsorganen. Aanvankelijk wisten de scheppers van het Winsumer- en Schaphalsterzijlvest hun autonomie te handhaven, maar in 1630 schikten ze zich toch in de benoeming van jonker Johan Sickinghe (1576-1652) tot hofmeester door de provincie. Tussen 1656 en 1660 werden de heerlijke rechten, waaronder de dijk- en zijlrechten, door de provincie verkocht. De belangrijkste kopers waren de Ommelander jonkers. Tot 1795 speelden de jonkers een belangrijke, zo niet bepalende rol in het Winsumer- en Schaphalsterzijlvest (met name leden van de families Lewe, Alberda en Van Sytzama).
Na 1795 was de rol van de jonkers uitgespeeld. Zij werden afgezet door het ‘comité revolutionnair der Ommelanden’. Zogenaamde provisionele volmachten kwamen ervoor in de plaats. In 1822 verdwenen de volmachten weer. Hun plaats werd ingenomen door scheppers en zijlrechters. In 1856 werd het Winsumer- en Schaphalsterzijlvest opgeheven en werd het onderdeel van het waterschap Hunsingo.

## Indeling
Het Winsumer- en Schaphalsterzijlvest kende twaalf schepperijen, te weten:
1. Stedum, onderverdeeld in:
  1. Hemerter eed
  2. Lellenster eed
  3. Westerwijtwerder eed
  4. Krangeweerster eed
  5. Weerster eed
  6. Stedumer eed
2. Vierendeel, onderverdeeld in:
  1. Boerster eed
  2. Schaffers eed, soms: Doeken eed
  3. Haijen of middelste eed
  4. Willem Starks of derde eed
  5. Thesinger eed
  6. Noorddijkster eed
  7. Eminge eed
  8. Rebben eed
  9. Lijnwerder eed
  10. Kardingerhuister eed
  11. Roggen of Emmerwolder eed
3. Innersdijk (Bedum), onderverdeeld in:
  1. Wijkster of Laanster eed
  2. Witser of Witsenborger eed
  3. Witsenborger of Pouta eed
  4. Ellerhuister eed
  5. Sauwerderwolder eed
  6. Noorddijkster eed
  7. Zuidwolder eed
  8. Noordwolder eed
  9. Beijumer eed
4. Winsum, onderverdeeld in:
  1. Kitser eed
  2. Haverster eed
  3. Monniken eed
  4. Onderwierumer eed
  5. Bellingweerster eed
  6. Winsumer eed
5. Halfambt (Baflo-Rasquert), onderverdeeld in:
  1. Bafloër Wester eed
  2. Bafloër Ooster eed
  3. Rasquerder ene eed
  4. Rasquerder andere eed
  5. Ernstheemster ene eed
  6. Aaldinger ene eed
  7. Aaldinger andere eed
  8. Saaxumer of Ernstheemster eed
  9. Marhuister eed
  10. Ranumer eed
6. Obergum – in sommige opsommingen gezien als onderdeel van Halfambt, in andere als aparte schepperij
7. Oosterambt (Ewsum)
  1. Menkeweerster eed
  2. Stitswerder eed
  3. Eelswerder eed
  4. Rottumer eed
  5. Kantster eed
  6. Toornwerder eed
  7. Middelstumer eden twee
  8. Westerwijtwerder eed
  9. Engeweerster eed
  10. Rodeschoolster eed
8. Warffum
  1. Usquerder eed
  2. Warffumer ene eed
  3. Warffumer andere eed
  4. Warffumer derde eed
  5. Menkeweerster eed
9. Uithuizen
  1. Oprijper eed
  2. Oldorpster eed
  3. Westerdijkster eed
  4. Uithuizer eed
  5. Dijkstereed op de Meeden
  6. Hofhornster eed
  7. eed van het nieuw ingelaten land
10. Zandeweer
  1. Nielandster eed
  2. Oldenzijlster eed
  3. Wierster eed
  4. Oppenhuister eed
  5. Langenhuister eed
  6. Haelwinster eed
11. Overmaringe
  1. Smedinger eed
  2. Reijnsumer eed
  3. Eppenhuister eed
  4. Startenhuister eed
12. Huizinge – in sommige opsommingen gezien als onderdeel van Overmainge, in andere als aparte schepperij